# 어도비 애크러뱃

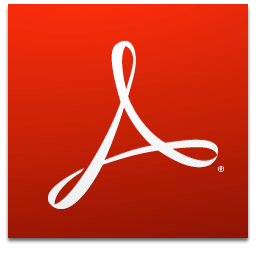
어도비 리더 XI 프로그램 아이콘

어도비 애크러뱃(Adobe Acrobat)은 어도비 시스템즈사가 개발한 컴퓨터 프로그램으로, 어도비의 PDF 형태의 파일을 보고 만들고 처리하고 관리할 수 있게 되어 있다. 어도비 리더(Adobe Reader)는 어도비의 웹사이트로부터 따로 비용을 들이지 않고 내려 받아 사용할 수 있으며 PDF 파일의 보기와 인쇄를 지원한다. 폭스잇 리더와 같이 어도비 리더와 비슷한 무료 프로그램도 인터넷에 공개되어 있다. 애크러뱃과 어도비 리더는 문서 출판과 비슷한 고정 레이아웃으로 정보를 제공하는 데 쓰인다.

## 제품
2015년 5월 기준으로 아래와 같은 어도비 애크러뱃 계열 제품군이 있다:
- Adobe Acrobat Reader DC
- Adobe Acrobat Standard DC
- Adobe Acrobat Pro DC

## 언어 지원
어도비 애크러뱃은 다음의 언어를 지원한다: 아랍어, 브라질 포르투갈어, 중국어 간체, 중국어 번체, 체코어, 덴마크어, 네덜란드어, 영어, 핀란드어, 프랑스어, 독일어, 그리스어, 히브리어, 헝가리어, 이탈리아어, 한국어, 일본어, 노르웨이어, 폴란드어, 러시아어, 스페인어, 터키어, 우크라이나어

## 같이 보기
- PDF 소프트웨어 목록